# گوران مارکوویچ
گوران مارکوویچ (صربی: Goran Marković؛ زادهٔ ۲۴ اوت ۱۹۴۶) کارگردان فیلم و بازیگر اهل صربستان است. او همچنین ۵ کتاب تألیف کرده است. او یکی از کارگردانانی بود که سینمای یوگسلاوی را بر سر زبان‌ها انداخت و به موفقیت‌های بین‌المللی دست یافت.
از فیلم‌ها یا برنامه‌های تلویزیونی که وی در آن نقش داشته است، می‌توان به یکشنبه اشاره کرد.